# Смольский, Ричард Болеславович
Ри́чард Болесла́вович Смо́льский (бел. Рычард Баляслававіч Смольскі, родился 3 апреля 1946, Лида) — советский и белорусский театровед, педагог. Доктор искусствоведения (1991), профессор (1999). Заслуженный деятель культуры Республики Беларусь (2014).

## Биография
Родился в семье рабочих.
Окончил Белорусский театрально-художественный институт (1970) и аспирантуру Института искусствоведения, этнографии и фольклора имени Кондрата Крапивы НАН Беларуси (1979). Работал на киностудии «Беларусьфильм» (1970—1976), с 1976 года — в Институте искусствоведения, этнографии и фольклора имени Кондрата Крапивы НАН Беларуси; заведующий отделом. С 1997 по 2010 годы — ректор Белорусской государственной академии искусств.
Исследует проблемы режиссуры, актёрского творчества, сценической героики, русской театральной культуры в Белоруссии. Автор ряда книг, пьес и сценариев документальных фильмов.
Входил в жюри Национальной театральной премии Белоруссии.
Награждён Почётной грамотой Совета Министров Республики Беларусь (2008).

## Основные работы
- Смольский Р. Б. На сцене — бессмертие подвига: Белорус. театр о Великой Отеч. войне. Эволюция худож. принципов в осмыслении героич. характеров. — Мн.: «Наука и техника», 1982. — 183 с.
- Смольскі Р. Б. Пазначана часам: Пошукі сучас. беларус. рэжысуры. — Мн.: «Навука і тэхніка», 1984. — 88 с.
- Смольский Р. Б. Грядущим в наследство: тема Великой Отеч. Войны в белорус, театре 80-х годов. — Мн.: «Наука и техника», 1986. — 136 с.
- Смольский Р. Б. Сотворение судьбы: Ист. и героико-револ. тема в театрах Белоруссии 70-80-х годов / Ред. В. И. Нефёд, член-корресп. АН БССР — Мн.: «Наука и техника», 1987. — 222 с.
- Смольскі Р. Б., Гаробчанка Т., Грыбайла В., Лаўшук С. Вынікі тэатральнага сезона 1995/1996 гг. у драматычных тэатрах Беларусі: Тэатральны летапіс Беларусі 90-х. — Мн.: «Права і эканоміка», 1996. — 60 с.
- Смольскі Р. Б., Гаробчанка Т., Лаўшук С. Вынікі тэатральнага сезона 1996/1997 гадоў у драматычных тэатрах Беларусі 90-х гадоў / Пад рэд. Р. Смольскага. — Мн.: АРТЫ-ФЭКС, 1998. — 108 с.
- Смольскі Р. Б. Тэатр у прасторы часу: Маст.-знаўч. арт., рэц., творчыя парт. — Мн.: «Мастацкая літаратура», 1998. — 255 с.
- Смольскі Р. Б. На скрыжаванні: Тэатр у працэсах станаўлення і развіцця гіст. і нац. свядомасці беларусаў / Нац. Акад., навук Беларусі. Ін-т мастацтвазнаўства, этнаграфіі і фальклору імя К. Крапівы, Бел. акад. мастацтваў. — Мн., «Беларуская навука», 1999. — 231 с.
- Смольскі Р. Б. Рэха мінулага: Тэатразнаўчыя эцюды аб беларускай культуры XX стагоддзя / Нац. акад. навук Беларусі. Ін-т мастацтвазнаўства, этнаграфіі і фальклору імя К. Крапівы, Бел. дзярж. акад. мастацтваў. — Мн.: «Беларуская навука», 2000. — 272 с.
- Смольский Р., Раков А. Социология современной культуры. — Мн.: Бел. ГАИ, Ин-т экономики НАН Беларуси, 2005. — 82 с.
- Смольский Р., Раков А., Грибайло В. Стратегия успеха: Опыт реформирования театрального дела в Беларуси. — Мн.: Изд-во Белорусской государственной академии искусств, 2005. — 162 с.
- Смольскі Р., Ракаў А., Грыбайла В. Стратэгія поспеху. Праблемы, вопыт, заданы ў развіцці беларускага тэатра / Бел. дзярж. акадэмія мастацтваў, Нац. акад. навук Беларусі, Ін-т мастацтвазнаўства, этнаграфіі і фальклору імя К. Крапівы. — Мн.: БДАМ, 2005. — 340 с.

## Фильмография
- «Мария» (1975, документальный)
- «Через всю жизнь» (1978)
- «Владислав Голубок» (1982)
- «Жизнь зовёт» (1984)
- «Антракт» (1989, совместно с В. Науменко)